# Place Stéphane-Hessel
La place Stéphane-Hessel est une voie située dans le 14e arrondissement de Paris, en France.

## Situation et accès
La « place Stéphane-Hessel » est située à l'intersection des rues d'Odessa, du Montparnasse, Delambre et du boulevard Edgar-Quinet.

## Origine du nom

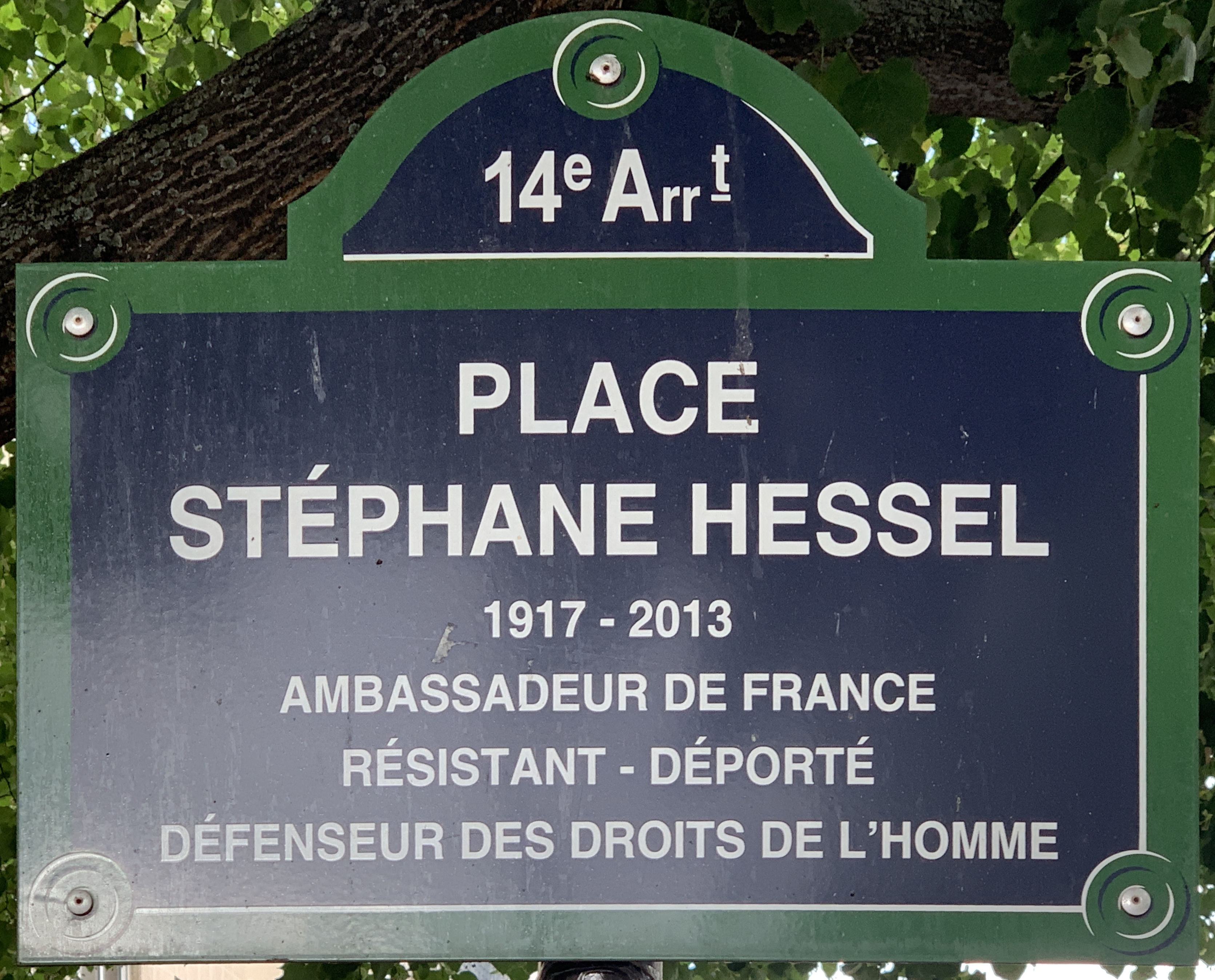
Plaque de la place.

Elle honore Stéphane Hessel (1917-2013), diplomate, résistant, écrivain et militant politique français d'origine allemande.

## Historique
La « place Stéphane-Hessel » est créée par délibération des 8, 9 et 10 juillet 2013